# Overdrive

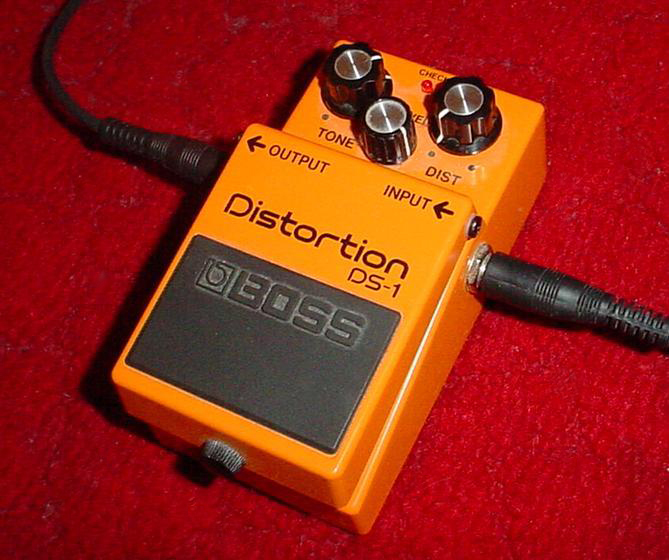
Boss DS-1 efekt typu distortion wprowadzony do sprzedaży w 1978 roku.

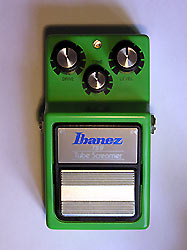
Ibanez TS-9 Tube Screamer, popularny efekt typu overdrive z lat 80.

Overdrive (potocznie „przester”) – efekt gitarowy, którego działanie polega na ścinaniu wierzchołków sygnału elektrycznego z gitary, dzięki czemu w obwiedni sygnału pojawia się płaski poziomy odcinek o stałej amplitudzie, czyli tzw. faza podtrzymania w sensie ADSR (od ang. wyrazów: attack – narastanie, decay – opadanie, sustain – podtrzymanie, release – zwolnienie). Ponieważ charakterystyki większości ograniczników amplitudy są asymptotyczne, więc formalnie faza podtrzymania jest początkowo bardzo płaską fazą opadania, ale ludzkie ucho nie jest w stanie wychwycić tak powolnego ubytku poziomu dźwięku.
Obwiednia czystego sygnału gitary składa się tylko z dwóch odcinków, które można zawrzeć w tzw. schemacie AR (attack-release – narastanie i zwolnienie). Overdrive zmienia ten schemat na ASR (attack-sustain-release – narastanie, podtrzymanie i zwolnienie). Czas trwania fazy podtrzymania zależy od stopnia przesterowania: jest on tym dłuższy, im niższy jest poziom ścinania i im większy jest poziom sygnału przed ścinaniem. Niektóre efekty typu overdrive dają gitarzyście możliwość dodania do sygnału wyjściowego pewnej ilości czystego, nieprzesterowanego sygnału z gitary – wówczas w obwiedni sygnału wyjściowego wystąpią wszystkie cztery fazy ADSR.
Overdrive jest jednym z najbardziej znanych i najczęściej używanych efektów. Zazwyczaj wykonuje się na nim solówki, ale w hard rocku i metalu stosowany jest też do gitary rytmicznej.

## Efekty wykorzystujące przesterowanie
Polscy gitarzyści efekt typu overdrive, ale również distortion, jak i fuzz nazywają słowem „przester”. Zasada działania tych efektów jest identyczna – różnice wynikają jedynie z innej filtracji sygnału przed i (zwłaszcza) po ograniczniku amplitudy, który może być wielostopniowy i mieć różne charakterystyki. Overdrive wprowadza najmniej zniekształceń nieliniowych, ponieważ naśladuje przesterowany wzmacniacz lampowy, więc ograniczanie amplitudy – po przekroczeniu napięcia progowego – jest łagodniejsze niż w distortion, który ma ostrzejsze, bardziej metaliczne brzmienie, przez co wykorzystuje się go częściej w partiach gitary rytmicznej. Fuzz natomiast obcina sygnał bardzo gwałtownie i z minimalną filtracją, dając prawie prostokątny sygnał wyjściowy o największej zawartości harmonicznych w widmie, na skutek czego brzmi najostrzej. Był ważnym elementem brzmienia Jimiego Hendrixa. Najważniejsza konstrukcja to Fuzz Face, której wczesne wersje używały tranzystorów germanowych.

## Obcinanie sygnału a barwa dźwięku

Różne rodzaje przesterowania. Wzmacniacz lampowy obcina „miękko”. Obcinanie przez tranzystor lub ekstremalnie przesterowaną lampę jest „twarde”.

Ścinanie wierzchołków sygnału (ograniczanie jego poziomu) następuje przy pewnym napięciu progowym. Poniżej tego progu efekt overdrive w ogóle nie działa – słychać oryginalny dźwięk bez zniekształceń. Charakterystyka ogranicznika amplitudy może być też bardzo łagodna, bez żadnego progu, ani liniowego odcinka – wówczas zniekształcenia nieliniowe będą obecne nawet przy bardzo małym poziomie sygnału na wejściu, a więc także pod koniec fazy zwolnienia. Jednak dla bardzo małych wartości sygnału początkową krzywiznę charakterystyki ogranicznika można, z dobrym przybliżeniem, traktować jako linię prostą, więc udział tych zniekształceń będzie pomijalnie mały. Przy mocniejszym trąceniu struny kształt sygnału zmienia się na bardziej prostokątny. Sygnał z gitary dociera do uszu słuchacza jako suma częstotliwości harmonicznych, a sygnał bardziej prostokątny zawiera ich więcej, więc zmianę kształtu słuchacz odbiera jako dodanie wyższych harmonicznych. Barwa dźwięku staje się ostrzejsza. Jednak – o ile ostra barwa bywa pożądana w niektórych gatunkach muzyki – o tyle jej zbyt wyraźna zmiana w trakcie wybrzmiewania jest niepożądana i określana w żargonie polskich gitarzystów jako „siara, piach, piasek” (ang. fizz). Faza zwolnienia nie sprawia problemów, gdyż końcowe wybrzmiewanie zachodzi pod progiem obcinania, więc widmo sygnału się nie zmienia. Problematyczna jest natomiast faza podtrzymania, na początku której dodatkowych harmonicznych (wynikających z obcinania) jest dużo, a na końcu wcale – tzn. pozostają tylko naturalne harmoniczne, zawarte w czystym dźwięku z gitary. Aby temu zapobiec stosuje się filtrację sygnału na wyjściu overdrive’u. Specjalne wzmacniacze gitarowe, potocznie nazywane „piecami”, mają wbudowane głośniki o silnym tłumieniu wysokich częstotliwości (powyżej 5–5,5 kHz), co zapewnia optymalną filtrację. W tym przypadku nie jest wykorzystywany symulator głośnika samego overdrive’u (wbudowany w niektóre modele, zwłaszcza multiefekty).

## Dynamika gitary z przesterowaniem
Duże przesterowanie znacznie obniża dynamikę instrumentu, a ciche fragmenty toną w szumach i przydźwiękach, które słychać też w przerwach między dźwiękami. Wówczas pewnym kompromisem jest zastosowanie bramki szumów (ang. noise gate).

## Przesterowanie na samym wzmacniaczu
Efekt przesterowania można też uzyskać na samym wzmacniaczu, jeśli na jego wejście poda się wystarczająco silny sygnał. Przesterowanie może dotyczyć tylko stopnia końcowego, ale wiąże się to z bardzo głośnym graniem. Rozwiązanie takie jest do przyjęcia na scenie, gdy dźwięk z głośników kierowany jest do mikrofonu, a dopiero z niego do estradowego wzmacniacza mocy. Większość produkowanych obecnie wzmacniaczy gitarowych umożliwia dowolnie cichą grę z przesterowaniem poprzez przesterowanie samego przedwzmacniacza: gitarzysta wybiera kanał czysty (ang. clean) lub przesterowany. Stopień przesterowania reguluje się przed ogranicznikiem amplitudy zmieniając współczynnik wzmocnienia (ang. gain), a za wyjściowy poziom dźwięku odpowiada wzmocnienie po ograniczniku – głośność (ang. volume). Jakość dźwięku z przesterowanego kanału oraz możliwości regulacji brzmienia, nie zawsze są satysfakcjonujące – szczególnie w tańszych konstrukcjach (również lampowych). W takich przypadkach zewnętrzne kostki efektowe typu „przester” zwykle podłączane są do kanału czystego.

## Lampa a tranzystor
Szczególnie cenione są wzmacniacze lampowe, ze względu na to, że lampa elektronowa (zwana dalej lampą) łagodniej wchodzi w nasycenie niż tranzystor. Chociaż wzmacniacz gitarowy nie musi mieć dużego pasma przenoszenia, to jednak uzyskanie odpowiedniego kształtu charakterystyki częstotliwościowej i zapewnienie jej powtarzalności (przy produkcji seryjnej), powoduje konieczność stosowania silnych ujemnych sprzężeń zwrotnych, które kompensują nieliniowość i duży rozrzut parametrów tranzystorów. Sprzężenia zwrotne są zaś przyczyną zniekształceń intermodulacyjnych przy przenoszeniu szybkich zmian amplitudy sygnału (np. w momencie szarpnięcia struny w gitarze). Powstają wówczas harmoniczne nadające szorstki charakter brzmienia. Lampy posiadają dużo bardziej powtarzalne charakterystyki niż tranzystory, więc nie zachodzi potrzeba stosowania silnych ujemnych sprzężeń. Dlatego wzmacniacz lampowy praktycznie nie wprowadza takich zniekształceń, co daje ciepłe, łagodne brzmienie. Ma to szczególny sens przy graniu w małych klubach, gdzie nie ma potrzebny dalszego nagłaśniania gitary poprzez mikrofon przesyłający sygnał do tranzystorowego estradowego wzmacniacza mocy.
Uwaga
Powszechnie uważa się (także na łamach pism dla gitarzystów), że przesterowana lampa wprowadza więcej parzystych harmonicznych niż tranzystor, i dlatego brzmi lepiej (co jest kwestią gustu). W rzeczywistości lampa nie posiada żadnych szczególnych właściwości, które miałyby powodować takie zjawisko. Parzyste (dodatkowe) harmoniczne pojawiają się tylko przy niesymetrycznym obcinaniu amplitudy, tzn. innym dla dodatnich, a innym dla ujemnych wartości sygnału. Taką asymetrię posiada m.in. ogranicznik na pojedynczej diodzie, czy każdy wzmacniacz klasy A (można ją zwiększyć przesuwając punkt pracy tranzystora lub lampy).

## Współbrzmienie kilku strun
Przy współbrzmieniu dwóch lub więcej strun słychać dodatkowo wzajemne, dość agresywne „pożeranie się” dźwięków, co bywa wadą, ale częściej jest środkiem artystycznego wyrazu. „Pożeranie się” dźwięków z różnych strun wynika z faktu, że nieliniowa funkcja sumy sygnałów, {\displaystyle f(x+y),} nie jest sumą funkcji każdego z osobna, {\displaystyle f(x)+f(y).} Gdyby każda struna miała oddzielny przetwornik, ich wyjścia podłączono by do sześciu równoległych overdrive’ów, a sygnały z nich zsumowano, to efekt „pożerania się” dźwięków nie wystąpiłby. Overdrive szczególnie mocno uwydatnia drażniące brzmienie dysonansów, konsonanse zaś (zwłaszcza doskonałe) brzmią dużo łagodniej.

## Cyfrowe symulatory
Typowy overdrive jest analogowym lub (zwłaszcza w multiefektach) cyfrowym symulatorem gitarowego wzmacniacza lampowego, często szczególnie cenionego modelu. W przeciwieństwie do multiefektów, w pojedynczych kostkach typu overdrive rzadko symuluje się dalszą część toru sygnałowego, tzn. głośnik i mikrofon, który z niego otrzymuje sygnał. Symulacja głośnika ma sens jedynie na końcu łańcucha efektów i to pod warunkiem, że końcowy efekt zostanie podłączony do miksera, a nie wzmacniacza gitarowego. Niektórzy producenci, w trosce o wierność symulacji, symulują także wszelkie niedoskonałości konkretnego wzmacniacza (analogicznie do symulowania trzasków płyty winylowej), np.
- zniekształcenia powstające w transformatorze głośnikowym (magnetyczne nasycanie się rdzenia);
- zniekształcenia wprowadzane przez sam głośnik, np. rezonans własny, nieliniowość przetwarzania przy dużych amplitudach;
- zniekształcenia wynikające ze zbyt słabego zasilania przy silnym przesterowaniu końcowego stopnia mocy, np. obniżanie się poziomu fazy ataku dźwięku (ang. sag)[3].

Łatwość cyfrowego przetwarzania tworzy niemal nieograniczone możliwości brzmieniowe, trudne do uzyskania tradycyjnymi metodami, jednak większość gitarzystów wciąż uważa gitarowy wzmacniacz lampowy ze specjalnymi głośnikami za niedościgły wzorzec dla wszelkich symulatorów. Niektórzy twierdzą, że technika cyfrowa osiągnęła już ten poziom, a producenci symulatorów powinni bardziej koncentrować się na rozwijaniu nowych brzmień, niekoniecznie nawiązujących do historycznych konstrukcji lampowych, pełnych ograniczeń wynikających z techniki analogowej.